# Einthoven (månekrater)
Einthoven er et nedslagskrater på Månen. Det befinder sig på Månens bagside i et område, som ligger lige udenfor det, der lejlighedsvis bringes inden for synsvidde fra Jorden på grund af gunstig libration, og det er opkaldt efter den hollandske fysiolog og nobelprismodtager Willem Einthoven (1860 – 1927).
Navnet blev officielt tildelt af den Internationale Astronomiske Union (IAU) i 1970. 

## Omgivelser
Einthovenkrateret ligger nordøst for det enorme Pasteur-bassin. 

## Karakteristika
Det er et cirkulært krater med mindre terrasser langs den indre rand. Satellitkrateret "Einthoven X" er forbundet med den nordvestlige rand, og Einthoven ligger delvis ind over det. Den bakkede kraterbund indeholder kun et lille krater i den østlige halvdel og ellers kun nogle få småkratere.

## Satellitkratere
De kratere, som kaldes satellitter, er små kratere beliggende i eller nær hovedkrateret. Deres dannelse er sædvanligvis sket uafhængigt af dette, men de får samme navn som hovedkrateret med tilføjelse af et stort bogstav. På kort over Månen er det en konvention at identificere dem ved at placere dette bogstav på den side af satellitkraterets midte, som ligger nærmest hovedkrateret. Einthovenkrateret har følgende satellitkratere:
| Einthoven | Længde | Bredde   | Diameter |
| --------- | ------ | -------- | -------- |
| G         | 5,3° S | 111,8° Ø | 34 km    |
| K         | 7,9° S | 111,2° Ø | 21 km    |
| L         | 8,0° S | 110,7° Ø | 16 km    |
| M         | 7,5° S | 109,6° Ø | 52 km    |
| P         | 6,8° S | 108,5° Ø | 18 km    |
| R         | 5,9° S | 107,0° Ø | 13 km    |
| X         | 3,6° S | 108,7° Ø | 45 km    |

## Måneatlas
- Billeder af Einthovenkrateret i LPI-måneatlasset